# Оттон II (князь Ангальт-Ашерслебена)
Оттон II (ум. 24 июля 1315) — последний правитель княжества Анхальт-Ашерслебен.
Единственный сын Оттона I и его жены Гедвиги Вроцлавской.
Наследовал отцу в 1304 г. 
В 1315 году признал себя вассалом датского короля Эрика VI и вскоре после этого умер.
Оттон II был женат на Елизавете (ум. после 1347), дочери Фридриха Клема, младшего сына мейсенского маркграфа Генриха III. Дети:
- Екатерина (ум. не позднее 1369), жена графа Орламюнде Германа VI.
- Елизавета, умерла в молодом возрасте.

После смерти Оттона II княжество Анхальт-Ашерслебен забрал за долги епископ Хальберштадта. Глава Анхальтского дома Бернхард II Анхальт-Бернбургский признал его требования в подписанном в декабре 1316 года контракте.
В 1648 году по условиям Вестфальского мира епископство Хальберштадт перешло к Бранденбургу со всеми своими владениями, включая Ашерслебен.